# بخش آکاری
منطقه اکاری (به اسپانیایی: Acarí District) یک سکونتگاه مسکونی در پرو است که در منطقه ارکیپا واقع شده‌است.

## خصوصیات
منطقه اکاری ۷۹۹٫۲۱ کیلومترمربع مساحت و ۳٬۸۹۹ نفر جمعیت دارد و ۱۶۳ متر بالاتر از سطح دریا واقع شده‌است.